# Аскаров, Асанбай Аскарулы
Асанбай Аскарулы (Аскарович) Аскаров (каз. Асанбай Асқарұлы Асқаров; 15 сентября 1922, с. Мерке, Туркестанская АССР, РСФСР — 13 августа 2001, Алма-Ата, Казахстан) — советский казахский государственный и партийный деятель. Член ЦК КПСС (1966—1986). Депутат Верховного Совета СССР VII—XI созывов (1966—1989). Герой Социалистического Труда (1982).

## Биография
Родился 15 сентября 1922 в селе Мерке (ныне Меркенского района Жамбылской области Казахстана), в семье земледельца-бедняка. Происходит из рода Ботпай племени Дулат. Прадед Асылбек би. Отец Асылбеков Аскар (1879—1930). Мать Кунимай. Семья была многодетной. Во время голода (1931—1933) в Казахстане умерли 4 младших брата Асанбая. Трое пошли на фронт во время Великой Отечественной войны. Двое погибли. Вернулся только старший брат Асанбая Кулназар (1906—1972). Он участвовал в сражениях за Сталинград, Москву, Киев, Харьков и др.
Трудовую деятельность начал с 14 лет. В 1939 году окончил Фрунзенское педагогическое училище. Работал преподавателем русского языка в школе, потом стал комсоргом.
В 1942 году был призван в Красную Армию. Участник Великой Отечественной войны.Курсант 213-й стрелковой дивизии.Помощник командира взвода, потом был заместителем политрука роты в 89-й горной-стрелковой дивизии. Окончил военное училище. Член компартии с 1944 года. Был парторгом взвода, комсоргом батальона, комсоргом полка. После демобилизации в 1946 году вернулся домой.
С 1946 года на комсомольской и партийной работе. В 1946—1951 годах работал первым секретарем Меркенского райкома комсомола, секретарем обкома комсомола, затем первым секретарем Джамбульского обкома ЛКСМ Казахстана. В 1954 году окончил Высшую партийную школу при ЦК КПСС и защитил кандидатскую диссертацию.
В 1954—1958 годах избирался первым секретарём Красногорского, Меркенского райкомов Компартии Казахстана.
В 1958—1959 — председатель исполкома Джамбульского областного Совета депутатов трудящихся. В 1959—1965 годах — первый секретарь Джамбульского обкома КП Казахстана.
В 1965—1978 годах — первый секретарь Алма-Атинского обкома КП Казахстана. При нём с размахом было начато освоение Акдалинского и Шенгельдинского орошаемых массивов в Куртинской и Капчагайской зонах под Алма-Атой. Опыт работы в столице стал для Аскарова основой для преобразований на новом посту.
Весной 1978 года А. Аскаров назначен первым секретарём Чимкентского обкома КП Казахстана. При нём в городе построены ТЭЦ-3, сооружены многоэтажные дома, украсившие центр Чимкента. В области началось возведение Газалкентского канала, освоен Келесский массив. Появились такие излюбленные шымкентцами достопримечательности как: зоопарк, дендропарк, зона отдыха, озеро Тулпар, детская железная дорога и ипподром..
Указом Президиума Верховного Совета СССР от 22 февраля 1982 года за достижение высоких результатов и трудовой героизм, проявленный в выполнении планов и социалистических обязательств по увеличению производства и продажи государству зерна и других сельскохозяйственных продуктов в 1981 году, Аскарову Асанбаю присвоено звание Герой Социалистического Труда с вручением ордена Ленина и золотой медали «Серп и Молот».
Депутат Совета Национальностей VII—IX созывов (1966—1979) от Казахской ССР (в Верховный Совет IX созыва избран от Каскеленского избирательного округа № 138 Казахской ССР; председатель Комиссии по делам молодёжи Совета Национальностей) и Совета Союза Верховного Совета СССР X—XI созывов (1979—1989) от Чимкентской области.
В 1985 году Аскарову поставили в вину строительство ряда внеплановых объектов в Чимкенте, всё, что было сделано при Асанбае Аскарове вместе с партийными и советскими органами области и города, посчитали нецелевым использованием госсредств, а достигнутые успехи в сельских районах посчитали приписками. Позже — участие в событиях 17-18 декабря 1986 года в Алма-Ате, затем обвинили в получении крупных взяток, сняли с работы и исключили из партии.
В 1987 году был арестован и осуждён судом Киргизской ССР, около пяти лет Аскаров провёл в следственных изоляторах МВД и тюрьмах города Фрунзе. С распадом СССР в 1991 году Аскаров был освобождён после вмешательства президента Казахстана Н. А. Назарбаева и президента Киргизии Аскара Акаева реабилитирован, были возвращены все правительственные награды.
До последних своих дней Асанбай Аскаров оставался несгибаемым коммунистом. Находясь на пенсии, написал несколько книг.
Жил в Алма-Ате. Скончался 13 августа 2001 года. Похоронен на Кенсайском кладбище.

## Семья
Жена Фатима Галикызы (род. 3 августа в 1925 г. в Павлодарской области). 7 детей, из них 5 дочерей: Шолпан, Айман, Зифа, Света, Жанна, сыновья: Бакытжан, Фархад. Дочь Жанна в 1978 году вышла замуж за племянника Динмухамеда Кунаева Эльдара.

## Награды
- Герой Социалистического Труда (22.02.1982).
- Награждён пятью орденами Ленина, орденом Октябрьской революции, двумя орденами Трудового Красного Знамени (в том числе 28.10.1948), орденом Отан, медалями.

## Цитаты
Из интервью А. Аскарова газете «Аргументы и факты: Казахстан», 2001, № 5:

Идеи социализма и коммунизма выработаны самим человечеством. Лишь потом марксисты обрекли теорию в идеологию. У людей нельзя искоренить стремление к справедливости. В обществе никто не должен возвышаться над другими. И КПСС при всех её недостатках была единственной партией, которая активно защищала коренные интересы трудящихся.
Из труда А. Аскарова «Взгляд», 1996 г.

Как дорого, особенно сейчас, в момент становления государства, понимание ответственности перед нацией. Государство вступило на совершенно новый для нас путь развития. Следовательно, отказываясь от социализма, необходимо готовить себя к жизни при капитализме, принимая как положительные, так и отрицательные стороны этого общественного строя. Но капитализм не сладкий фрукт. Это страшное явление в жизни человеческого общества. При этом строе культом является капитал. Капиталистическая система зиждется на: приоритете частной собственности, охраняемой законом; высшей касте, то есть на миллионерах и миллиардерах, для которых правительство просто администрация; на использовании возможностей слаборазвитых стран путём вывоза капитала. Итак, при этой системе налицо высший, средний и низший слои населения. Стать миллионером не так-то легко, нетрудно и разориться. Капиталистическая система система беспощадной борьбы за выживание.

## Публикации

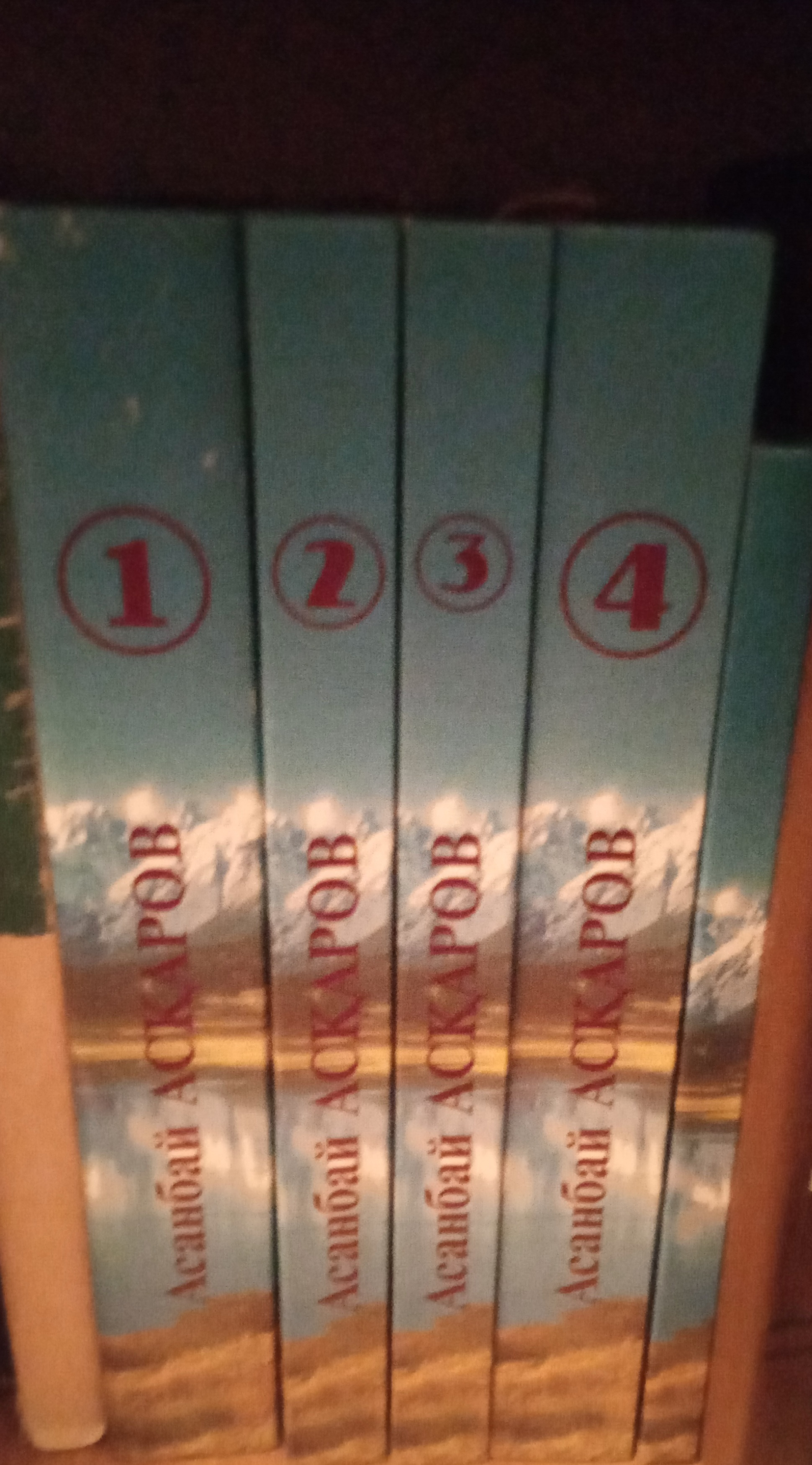
Собрание сочинений в 4 томах Асанбая Аскарова+ дополнительный том, там содержится его стихи. Алматы, 2007 года издания. На казахских и русских языках.

- «Песни ада и рая», поэтический сборник, 1992 г.
- «Тағдыр — Судьба», автобиографическая повесть, 1992 г, издательство творческое объединение «Журналист».
- «Көзқарас — Взгляд» повесть, 1996 г. Часть её написана на казахском, часть — на русском языке[9].
- «Сыны великого Турана», историческая повесть.
- Собрание сочинений в 4 томах. Алматы, 2007.

## Память

Памятник в Чимкенте

В Алма-Ате, на доме, где последние годы жил А. Аскаров (ул. Зенкова, д. 96, см. фото ниже), установлена мемориальная доска и в честь него названа улица. В городе Чимкенте имя Аскарова носят улица и школа № 77, а также Шымкентский дендропарк, на доме, где он жил, установлена мемориальная доска, в декабре 2007 года открыты музей и памятник Асанбаю Аскарову (у д. 1 по улице Аскарова). Его имя носит улица в городе Таразе.

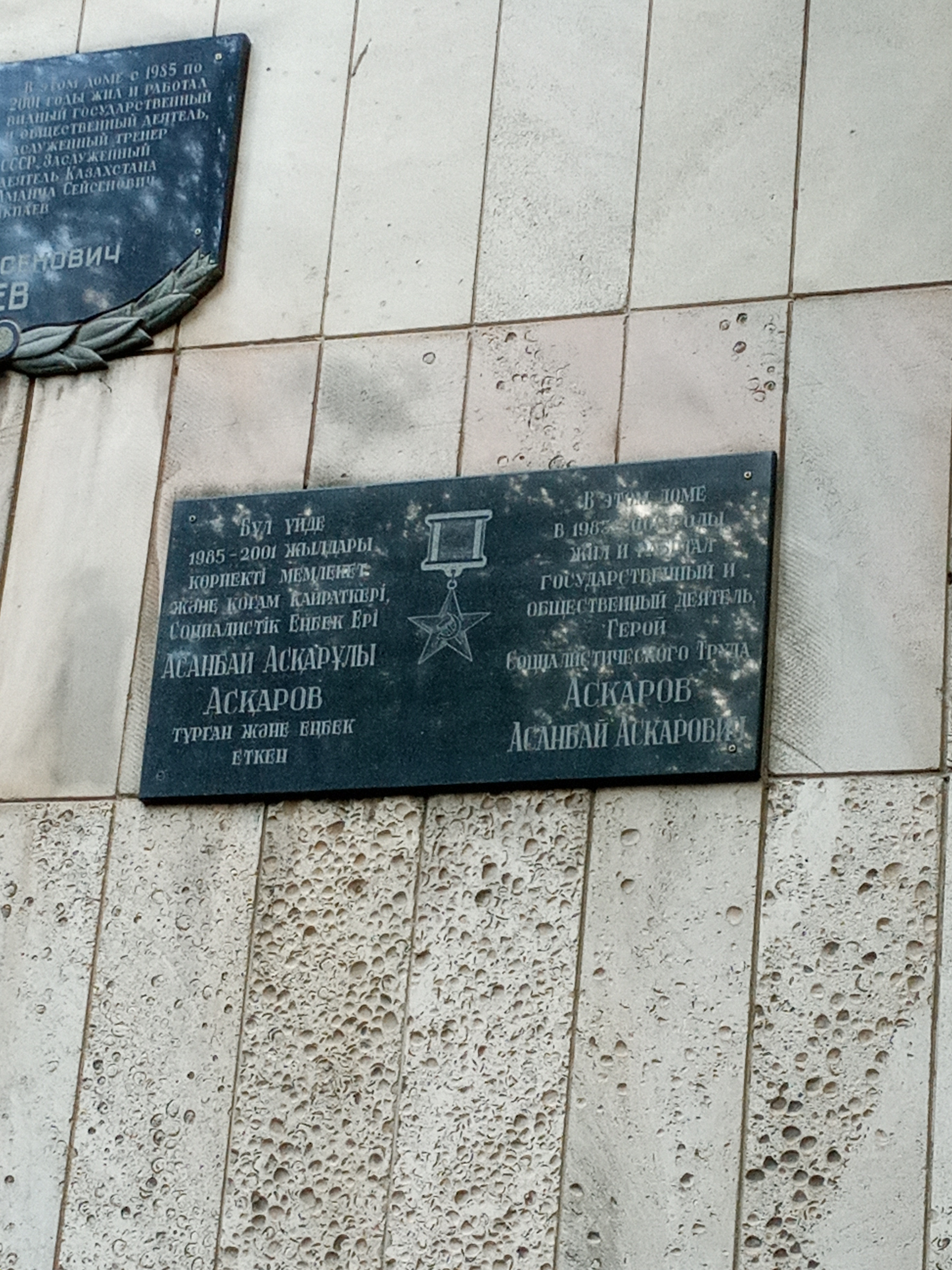
Мемориальная доска в доме, где проживал Асанбай Аскарулы в 1985-2001 гг.

В его честь названа улица в Бостандыкском районе г. Алма-Аты (поворот с ул. Саина в сторону Кооптехникума).